# David Lozano Garbala

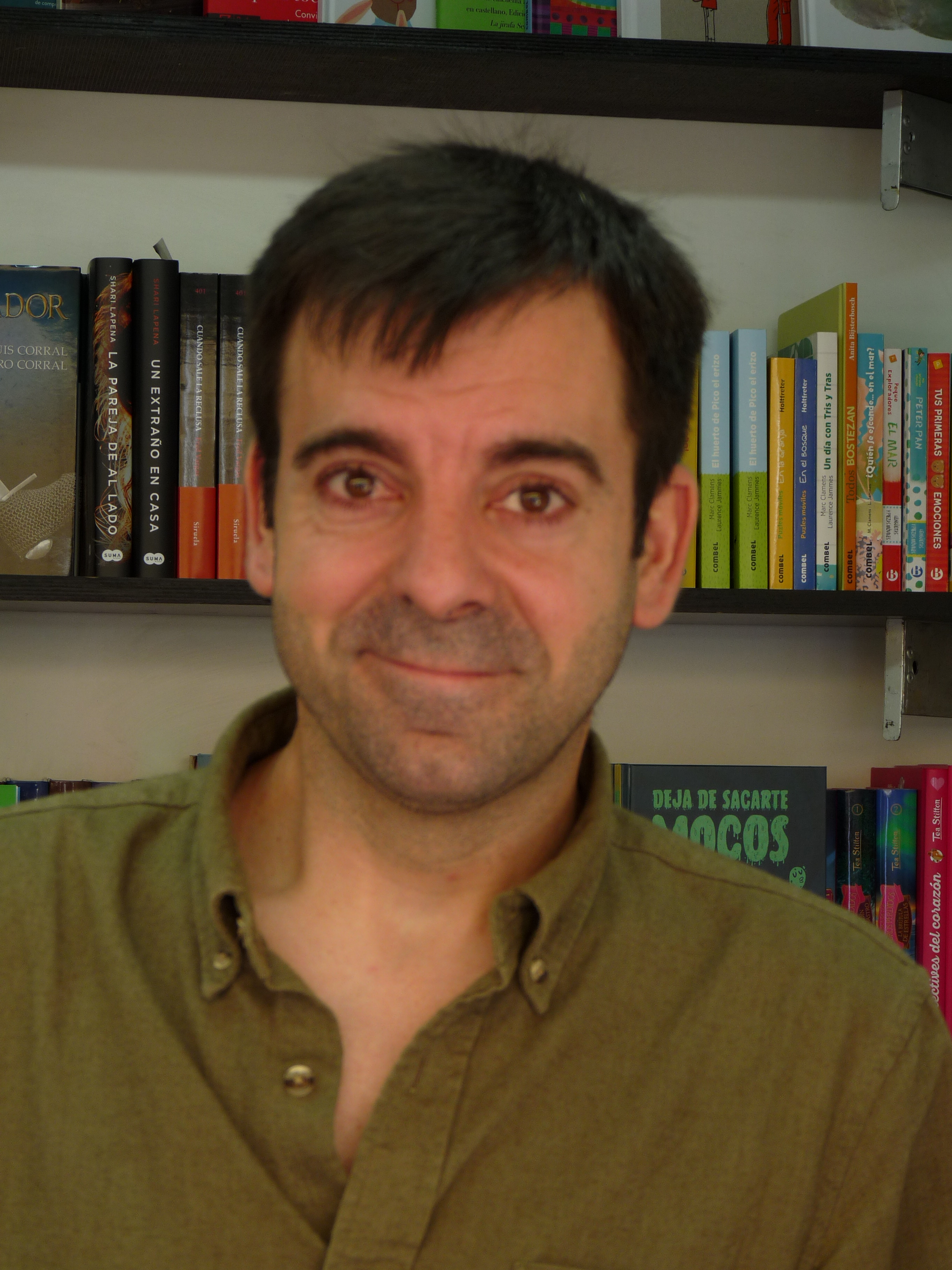
David Lozano Garbala, 2018

David Lozano Garbala (* 30. Oktober 1974 in Saragossa; auch: David Lozano) ist ein spanischer Schriftsteller, Drehbuchautor und Rechtsanwalt.

## Leben
David Lozano Garbala interessierte sich schon in seiner Kindheit für Fantasy- und Horrorfilme und begann früh, zu schreiben und Geschichten zu erzählen. Er studierte Rechtswissenschaft sowie hispanische Philologie und arbeitete daraufhin in Saragossa als Rechtsanwalt. An der Universität Miguel Hernández Elche machte er einen Master in Kommunikation. Am Colegio Santa María del Pilar in seiner Heimatstadt unterrichtete er die Oberstufe.
Er trat in verschiedenen Kurzfilmen als Schauspieler auf. Für den Fernsehsender Zaragoza TV leitete und präsentierte er zwei Jahre lang die Sendung Depredadores („Erpresser“), danach kümmerte er sich um die bekannte Sendung En pocas palabras („In wenigen Worten“). Zudem arbeitet er als Drehbuchautor für Dokumentationen, Fernsehsendungen und Werbespots.
1998 veröffentlichte Lozano Garbala sein erstes Buch. Für seinen Roman Donde surgan los sombres („Wo die Schatten entstehen“) erhielt er 2006 den 28. Premio Gran Angular für Jugendliteratur aus den Händen von Fürst Felipe. Seine Trilogie La Puerta Oscura, die auch ins Deutsche und Italienische übersetzt wurde, wurde ein Bestseller; es ist eine Verfilmung geplant, bei der der Autor selbst das Drehbuch schreiben wird. Das Buch Cielo rojo („Roter Himmel“) ist am 2. November 2011 erschienen, am 8. November 2013 folgte Herejía („Häresie“). Das nächste Jugendbuch des Autors, Hyde, erschien am 3. April 2014. Nach den zwei Kinderbüchern Safari en África und El ladrón de minutos folgte 2016 ein weiteres Jugendbuch, Valkiria. Game Over.

## Werke
- El último huésped. Mira Editores, 1998, ISBN 978-84-89859-34-0.
- La senda del ébano. Mira Editores, 2001, ISBN 978-84-8465-056-0.
- Donde surgen las sombras. Ediciones SM, Madrid 2006, ISBN 978-84-675-4322-3.
- La Puerta Oscura – El Viajero. Ediciones SM, Madrid 2008, ISBN 978-84-675-2721-6 (deutsch als Puerta Oscura – Totenreise, 2010).
- La Puerta Oscura – El Mal. Ediciones SM, Madrid 2009, ISBN 978-84-675-3498-6 (deutsch als Puerta Oscura – Totengelächter, 2011).
- La Puerta Oscura – Réquiem. Ediciones SM, Madrid 2009, ISBN 978-84-675-3650-8 (deutsch als Puerta Oscura – Totengesang, 2012).
- Cielo rojo. Ediciones SM, Madrid 2011, ISBN 978-84-675-5093-1.
- Herejía. Ediciones SM, Madrid 2013, ISBN 978-84-675-6349-8.
- Hyde. Alfaguara, Madrid 2014, ISBN 978-84-204-1704-2.
- Safari en África. Editorial Hidra, Madrid 2015, ISBN 978-84-15709-11-4.
- El ladrón de minutos. Ediciones Edebé, Barcelona 2016, ISBN 978-84-683-2765-5.
- Valkiria. Game Over. Ediciones SM, Madrid 2016, ISBN 978-84-675-9600-7.